# First National Bank Tower
La First National Bank Tower est un gratte-ciel de 192 mètres de hauteur pour 45 étages, construit aux États-Unis de 1999 à 2002 à Omaha dans le Nebraska (centre du pays).
C'est le plus haut gratte-ciel de la ville et le plus haut entre Minneapolis et Denver.
L'immeuble de style post-moderne occupe une surface au sol de 27,86 m sur 12,04 m pour une surface de plancher de 222,505 m², ce qui est considérable même pour un gratte-ciel.
Tout le revêtement extérieur de la façade est en granite.
Il y a deux fontaines à l'intérieur de l'immeuble et une à l'extérieur.
Le hall (lobby) comprend un jardin d'hiver en verre de 18 mètres de haut, dont le mur sud incorpore une partie de la façade ornementale en terre cuite du bâtiment précédent sur le site.
Il y a un parking comprenant 300 places.
De mai à juin 1999, les caissons des fondations ont été forés par «Big Stan», la plus grande plate-forme de forage au monde, qui a été amenée de Denver.
L'immeuble accueille le siège de la First National of Nebraska une banque qui a près de 7 millions de clients.
L'architecte est l'agence Leo A Daly.